# 濁点
濁点（だくてん）または濁音符（だくおんぷ）とは、日本語において、濁音を表すために仮名の右上に付される記号である。その字形から「てんてん」や「ちょんちょん」と呼ぶこともある。
濁点は現代仮名遣いではほとんどの場合濁音に付されるが、それ以前の仮名遣いでは必ずしも付されない。例えば、法令に濁点が付されるようになったのは1927年（昭和2年）からであり、1945年（昭和20年）の終戦の詔書でも濁点は用いられていない。
かつては「◌゙」のほかに点が3つ、4つのものや、丸を2つ書く記号も使われており、書く人や地方によってさまざまであったが、戦国時代から江戸時代にかけて全国的に点が2つの濁点に統一された。例えば仙台市博物館が所蔵する伊達政宗文書の解析によると、1592年以前の文書では点が3つの濁点、1593年の文書では点が3つのものと点が2つのものが混在、1594年以降の文書では点が2つの濁点が使用されていることが解っており、豊臣秀吉による天下統一がきっかけで濁点も統一されたと考えられている。ちなみに伊達政宗は右筆を使わず直筆の文書を書くことを好んだため多くの直筆文書が残っており、一人の人物が点が3つの濁点から2つの濁点に改めたことが確認できる非常に珍しい人物として知られる。
濁点は、文字のアクセントを表す声点から発展したものと考えられている。
通常の仮名以外に、繰り返し記号の「ゝ」、「ヽ」、「〱」に濁点をつけて「ゞ」、「ヾ」、「〲」とし、前の音を濁音化する使用法もある。
| 点字         | －－ －● －－ |
| モールス信号 | ・・          |
| 手旗信号     | （第13原画）  |

## 符号位置
| 記号 | Unicode | JIS X 0213 | 文字参照          | 名称             |
| ---- | ------- | ---------- | ----------------- | ---------------- |
| ゛   | U+309B  | 1-1-11     | &#x309B; &#12443; | 濁点             |
| ゙     | U+3099  | ‐          | &#x3099; &#12441; | 濁点（結合文字） |
| ﾞ    | U+FF9E  | 1-1-11     | &#xFF9E; &#65438; | 濁点（半角）     |